# Mondim da Beira
Mondim da Beira is een plaats (freguesia) in de Portugese gemeente Tarouca en telt 747 inwoners (2001).